# يان دوبسون (منافس ألعاب قوى)
يان دوبسون (بالإنجليزية: Ian Dobson)‏ هو منافس ألعاب قوى أمريكي، ولد في 6 فبراير 1982 في دير لودج في الولايات المتحدة.

## وصلات خارجية
- يان دوبسون على موقع الاتحاد الدولي لألعاب القوى (الإنجليزية)
- يان دوبسون على موقع أوليمبيديا (الإنجليزية)
- يان دوبسون على موقع اللجنة الأولمبية والبارالمبية الأمريكية (الإنجليزية)